# Buxus acunae
Buxus acunae är en buxbomsväxtart som beskrevs av A. Borhidi och O. Muniz. Buxus acunae ingår i släktet buxbomar, och familjen buxbomsväxter. Inga underarter finns listade i Catalogue of Life.